# Rubel (agromiasteczko)
Rubel (biał. Рубель; ros. Рубель) – agromiasteczko na Białorusi, w obwodzie brzeskim, w rejonie stolińskim, w sielsowiecie Rubel.
Siedziba parafii prawosławnej; znajdują tu się dwie cerkwie – pw. św. Michała Archanioła z 1796 r. (parafialna) i pw. Obrazu Chrystusa Zbawiciela Nie Ludzką Ręką Uczynionego z przełomu XX/XXI w. (filialna).

## Warunki naturalne
Rubel położony jest na skraju dużego kompleksu leśno-torfowiskowego Błota Olmańskie, rozciągającego się na południe aż za granicę białorusko-ukraińską.

## Historia
Zamieszkany był przez szlachtę zaściankową. W dwudziestoleciu międzywojennym leżał w Polsce, w województwie poleskim, w powiecie stolińskim, w gminie Chorsk.
Po II wojnie światowej w granicach Związku Sowieckiego. Od 1991 w niepodległej Białorusi.